# Caseara
Caseara is een gemeente in de Braziliaanse deelstaat Tocantins. De gemeente telt 4.927 inwoners (schatting 2009).